# Gmina zbiorowa Bevern
Gmina zbiorowa Bevern (niem. Samtgemeinde Bevern) – gmina zbiorowa położona w niemieckim kraju związkowym Dolna Saksonia, w powiecie Holzminden. Siedziba gminy zbiorowej znajduje się w mieście (niem. Flecken) Bevern.

## Podział administracyjny
Do gminy zbiorowej Bevern należą cztery gminy, w tym jedno miasto (Flecken):
1. Bevern
2. Golmbach
3. Holenberg
4. Negenborn